# Pješački prijelaz
Pješački prijelaz je dio kolničke površine namijenjen za prelaženje pješaka preko kolnika, obilježen oznakama na kolniku i prometnim znakovima obavijesti.
Pješački prijelazi često se nalaze na raskrižjima, ali mogu biti i na drugim mjestima na prometnim cestama koje bi inače bilo nesigurno prijeći bez regulacije zbog broja vozila, brzine ili širine ceste. Također se obično postavljaju tamo gdje veliki broj pješaka pokušava prijeći (kao što su područja s većim brojem trgovina) ili gdje ranjivi sudionici u prometu (kao što su školski đaci) redovito prelaze. Zakoni i pravila uređuju korištenje pješačkih prijelaza kako bi oni bili sigurni; na primjer, u nekim zemljama pješak mora prijeći više od polovice pješačkog prijelaza prije nego što vozač nastavi, a u drugim područjima vrijede zakoni o prelasku koji zabranjuju pješacima da prelaze dalje od označenih objekata prijelaza.
Prijelazi pomoću signalizacije jasno odvajaju kada pojedine vrste prometa (pješaci ili cestovna vozila) mogu koristiti prijelaz. Prijelazi bez signala ovisno o državi obično daju prednost pješacima, što vrijedi za Hrvatsku. Pelikanski prijelazi koriste signalizaciju kako bi pješake zadržali tamo gdje ih vozači mogu vidjeti i gdje mogu najsigurnije prijeći cesti, dok zebre često nisu regulirane signalizacijom te su primjerenije za manji protok vozila. Oznake koje naliče pješačkim prijelazima također se koriste kao tehnika za usporavanje prometa, posebno u kombinaciji s drugim značajkama, kao što su pješački otoci ili odignute površine.

## Galerija
- Gumb za semafor na dodir modela »Prisma Daps«, kojeg proizvodi švedska tvrtka Prisma Tibro, s taktilnom signalizacijom za slijepe (Zagreb, 2025.)
- Stariji model gumba »Prisma Daps« u Zagrebu, 2025.
- Stariji model gumba za semafor na dodir, koji također ima taktilnu signalizaciju za slijepe (Zagreb, 2025.)
- Stari gumb za semafor na pritisak, Zagreb, 2025.